# 勅語
勅語（ちょくご）とは、原則として天皇が口頭により発する公務上の意思表示であり、詔勅の一種である。

## 概要
主に明治時代から日本国憲法が施行される前に出され続けた。2024年（令和6年）現在では「おことば」と呼ぶことが一般的である。
元々は中国で皇帝の意思表示を勅と呼んだことに由来する。
勅語を書面に写したものを勅語書という。勅語書に天皇の親署（御名）や国務大臣の副署はない。ただし、教育勅語は例外であり、書面により発し、天皇の親署（御名）がある（国務大臣の副署はない）。
大日本帝国憲法下の勅語には、帝国議会の開院式に発せられるのをはじめ、「青少年学徒ニ賜ハリタル勅語」など様々なものがある。